# إدريس الحداد
إدريس بن عبد الكريم الحداد البغدادي يكنى بأبي الحسن، ولد عام 199 هـ وتوفي يوم الأضحى سنة 292 هـ وعمره 93 سنة، هو قارئ وإمام وضابط متقن في أحكام التجويد، وهو أحد الرواة لخلف العاشر أحد القراء العشرة. تتلمذ على يد عدد من كبار علماء عصره كالإمام أحمد بن حنبل وخلف البزار وقرأ القرآن الكريم على خلف بن هشام.

## سيرته
هو إدريس بن عبد الكريم أبو الحسن الحداد المقرئ. تتلمذ على يد عدد من كبار علماء عصره كالإمام أحمد بن حنبل وخلف البزار وقرأ  القرآن الكريم على خلف بن هشام.
قرأ القرآن على يد خلف العاشر وهو أحد رواته، وعلى محمد بن حبيب الأشموني، وروى الحديث عن عاصم بن علي وأحمد بن حنبل ويحيى بن معين ومصعب بن عبد الله. قرأ القرآن عليه أبو الحسن أحمد بن بويان وابن شنبوذ وأبو بكر بن مقسم وأبو علي أحمد بن عبد الله بن حمدان والحسن بن سعيد المطوعي. وروى عنه الحديث ابن مجاهد وأبو بكر النجاد وإسماعيل الخطبي وأبو بكر بن حمدان القطيعي وأبو القاسم الطبراني.

## روايته للحديث
- حدث عن: عاصم بن علي. وداود بن عمرو الضبي. ومصعب بن عبد الله الزبيري. وأبي الربيع الزهراني. وأحمد بن حنبل. ويحيى بن معين. وسعد بن زنبور. وليث بن حماد الصفار. ونعيم بن الهيصم. وإبراهيم بن عبد الله الهروي.[5]
- حدث عنه: أبو بكر بن الأنباري، وأحمد بن سلمان النجاد، وإسماعيل بن علي الخطبي، ومحمد بن الحسن بن مقسم المقرئ، وأبو علي الصواف، وأحمد بن جعفر بن مالك القطيعي.[5]
- منزلته عند أهل الحديث: سئل عنه الدارقطني فقال: هو ثقة وفوق الثقة بدرجة.[6] قال أبو الحسين بن المنادي: «وكتب الناس عنه لثقته وصلاحه».[7] قال الذهبي: «إدريس بن عبد الكريم الحداد، مقرئ العراق، أبو الحسن البغدادي».[8]

## وفاته
توفي في عيد الأضحى سنة 292ه، وعمره 93 عاماً، قال الذهبي عن عام 292ه: «وفيها مات القاضي أبو بكر أحمد بن علي بن سعيد المروزي المحدث شيخ النسائي ومقرئ بغداد إدريس بن عبد الكريم الحداد صاحب خلف».